# Нидеросбах
Нидеросбах (њем. Niederroßbach) општина је у њемачкој савезној држави Рајна-Палатинат. Једно је од 192 општинска средишта округа Вестервалд. Према процјени из 2010. у општини је живјело 819 становника. Посједује регионалну шифру (AGS) 7143274.

## Географски и демографски подаци
Нидеросбах се налази у савезној држави Рајна-Палатинат у округу Вестервалд. Општина се налази на надморској висини од 495 метара. Површина општине износи 4,4 km². У самом мјесту је, према процјени из 2010. године, живјело 819 становника. Просјечна густина становништва износи 187 становника/km².